# Calcidiol
Calcidiol, ook wel calcifediol of 25-hydroxyvitamine D genoemd, is een prohormoon dat gevormd wordt in de lever door hydroxylering van vitamine D3. Medici meten deze metaboliet om de vitamine D-status van een patiënt te bepalen. De concentratie van calcidiol in het bloed wordt beschouwd als de beste indicator voor de vitamine D-status, en wordt daarom vaak aangewend voor deficiëntietesten.
Calcidiol heeft een geringe biologische activiteit. Onder normale omstandigheden (bij een gewone inname van vitamine D3) duurt de volledige omzetting naar calcidiol ongeveer zeven dagen. In de nieren wordt calcidiol omgezet in de actieve vorm van vitamine D, namelijk calcitriol. Het kan ook worden omgezet in 24-hydroxycalcidiol in de nieren door toevoeging van een hydroxylgroep aan de 24-positie, in plaats van de 25-positie.
Een hoog calcidiolniveau is in verband gebracht met toenemende absorptie van calcium in de darm, tot niveaus van 80 nmol/L (32 ng/ml). Calciumuitscheiding balanceert de absorptie van calcium uit het voedsel, waardoor deze niet toeneemt tot calcidiolniveaus van ongeveer 400 nmol/L (160 ng/ml).